# 李·格雷戈里
李·格雷戈里（英語：Lee Gregory；1988年8月26日—）是一位英格蘭足球運動員。在場上的位置是前鋒。現效力於英甲球隊錫周三 。他出生在謝菲爾德。

## 外部連結
- 足球数据库：李·格雷戈里的球员统计数据
- Soccerway資料庫：李·格雷戈里